# Superesercito
Superesercito fu la denominazione data allo Stato maggiore del Regio Esercito durante la seconda guerra mondiale. Analogamente, per le altre forze armate italiane furono costituiti Supermarina e Superaereo. Superesercito dipendeva direttamente dal Comando Supremo italiano.

## Storia
Entrò in funzione il 1º giugno 1940.
Oltre al comando principale a Roma, esisteva anche una delegazione in Africa Settentrionale, chiamata Delease (DELEgazione Africa SEttentrionale), incaricata di coordinare i rapporti con l'Armata Corazzata Italo-Tedesca. 
Superesercito restò in funzione fino al 12 settembre 1943.